# Redruth
Redruth (korn. Rysrudh) – miasto i civil parish w Wielkiej Brytanii, w Anglii, w hrabstwie Kornwalia, w dystrykcie (unitary authority) Kornwalia. 
Leży 13,9 km od miasta Truro, 25,9 km od miasta Penzance i 389,4 km od Londynu. Wraz z Camborne tworzy konurbację o znaczeniu regionalnym. Położone przy trasie A-30. Węzłowa stacja kolejowa - połączenia do Helston i Lizard. W przeszłości ważny ośrodek górnictwa cynowego, obecnie miasto jest dużym centrum handlowym. W 2011 roku civil parish liczyła 14 018 mieszkańców.
W mieście jest stacja kolejowa Redruth.

## Osoby związane z miastem
- William Murdoch – szkocki inżynier, pionier oświetlenia gazowego
- Michael John Kells "Mick" Fleetwood (ur. 24 czerwca 1947) – brytyjski muzyk, perkusista, współzałożyciel zespołu Fleetwood Mac

## Miasta partnerskie
- Meriadec
- Mineral Pont